# سيموني بيروتا
سيموني بيروتا (بالإيطالية: Simone Perrotta)‏، (أشتون أندر لين بإنجلترا، 17 سبتمبر 1977)، لاعب كرة قدم إيطالي.
بدأ مسيرته الكروية مع نادي ريجينا في عام 1995، ولعب معهم حتى عام 1998، وشارك معهم في 77 مباراة وسجل هدف واحد، وفي موسم 1998/1999 انتقل إلى نادي يوفنتوس، ولعب معهم 5 مباريات، وفي عام 1999 انتقل إلى نادي باري، ولعب معهم حتى عام 2001، وشارك معهم في 56 مباراة وسجل هدف واحد، وفي عام 2001 انتقل إلى نادي كييفو، ولعب معهم حتى عام 2004، وشارك معهم في 95 مباراة وسجل 6 أهداف، ومنذ عام 2004 وهو يلعب مع نادي روما.
و قد بدأ باللعب مع منتخب إيطاليا لكرة القدم في عام 2002.

## مسيرته الكروية
لعب سيموني بيروتا خلال مسيرته الاحترافية مع 5 أندية في ثمانية عشر موسمًا وسجل خلالها 44 هدفًا ضمن 478 مباراة. حيث فاز في موسمين بالكأس ولم يفز بأي دوري.
خاض سيموني بيروتا مسيرته مع نادي ريجينا في موسم 1995–96 واستمر معه طيلة ثلاثة مواسم، مشاركًا في 77 مباراة سجل خلالها هدفًا واحدًا. ثم انتقل إلى نادي يوفنتوس في موسم 1998–99 لمدة موسم واحد، حيث شارك في 5 مباريات ولم يسجل أي هدف. لينتقل بعدها إلى نادي باري في موسم 1999–00 ولمدة موسمين، مشاركًا في 56 مباراة سجل خلالها هدفًا واحدًا. ثم انتقل إلى نادي كييفو فيرونا في موسم 2001–02 واستمر معه طيلة ثلاثة مواسم، مشاركًا في 95 مباراة سجل خلالها 6 أهداف. هذا وانتقل لاحقًا إلى نادي روما في موسم 2004–05 ليلعب معه تسعة مواسم، مشاركًا في 245 مباراة سجل خلالها 36 هدفًا.

## روابط خارجية
- سيموني بيروتا على موقع الاتحاد الدولي (مؤرشف)  (الإنجليزية)
- سيموني بيروتا على موقع الاتحاد الأوربي (الإنجليزية)
- سيموني بيروتا على موقع قاعدة بيانات كرة القدم.إي يو (الإنجليزية)
- سيموني بيروتا على موقع ناشيونال فوتبول تيمز (الإنجليزية)
- سيموني بيروتا على موقع Soccerway.com (الإنجليزية)
- سيموني بيروتا على موقع عالم كرة القدم.نت (الإنجليزية)
- سيموني بيروتا على موقع كووورة
- سيموني بيروتا على موقع AS.com (الإسبانية)